# LIDO
 LIDO war eine wöchentliche Reihe mit Kulturdokumentationen, die vom Bayerischen Rundfunk produziert wurde und bis Januar 2013 am Sonntagmittag ausgestrahlt wurde. Seit 10. Januar 2013 wurde die Sendung jeweils donnerstags um 22.30 Uhr gezeigt. Die erste Sendung lief am 6. September 2009. In Reportagen, Porträts und Features wurden Personen und Themen vor allem aus Literatur und Kunst, aber auch Mode, Design oder Musik behandelt. Darunter waren etwa Filme über Patrick Süskind, Georg Baselitz, Susan Sontag, Konstantin Wecker, Marieluise Fleißer oder Konstantin Grcic. Laut Homepage lief die letzte Kulturdokumentation der Reihe am 7. April 2016. Ob die Reihe gänzlich eingestellt wurde, ist unklar. 
Die Titelmusik der Reihe stammt von Manu Chao.